# Comuna Djurkiv, Colomeea
Djurkiv (în ucraineană Джурків) este o comună în raionul Colomeea, regiunea Ivano-Frankivsk, Ucraina, formată din satele Djurkiv (reședința) și Pîșceace.

## Demografie
Componența lingvistică a comunei Djurkiv
     Ucraineană (98,9%)
     Alte limbi (0,96%)
Conform recensământului din 2001, majoritatea populației comunei Djurkiv era vorbitoare de ucraineană (98,9%), existând în minoritate și vorbitori de alte limbi.